# Systemische toediening
Systemische toediening is een manier van toedienen van een geneesmiddel of een andere werkzame stof in de bloedsomloop zodat het zijn werking uitoefent over het hele lichaam.
De toediening kan gebeuren langs enterale weg (absorptie door het maagdarmstelsel) of parenterale weg (injectie, infusie of implantatie).
In contrast hiermee staat de topicale toediening, waar het effect over het algemeen plaatselijk is.